# Совет по немецкому правописанию
Совет по немецкому правописанию (нем. Rat für deutsche Rechtschreibung, RDR) — организация — регулятор немецкого языка, созданная в 2004 году на базе Межгосударственной комиссии по немецкому правописанию. Бюро Совета располагается в Маннгейме, в Институте немецкого языка. Председатель Совета — министр культуры Баварии Ганс Цеетмайр.
В состав Совета входят 18 членов от Германии, по 9 — от Австрии и Швейцарии и по одному — от Южного Тироля, немецкоязычного сообщества Бельгии и Лихтенштейна. Всего 39 членов.